# Radostów Dolny
Radostów Dolny (deutsch Nieder Thiemendorf) ist ein Ort in der Landgemeinde Lubań im Powiat Lubański der Woiwodschaft Niederschlesien in Polen.
Von 1815 bis 1945 gehörte Nieder Thiemendorf zum Kreis Lauban in der preußischen Provinz Schlesien.

## Verwaltungszuordnung
1975 bis 1998 gehörte das Dorf administrativ zur Woiwodschaft Jelenia Góra.

## Sehenswürdigkeiten
- Ruinen zweier Vorwerke
- Gebäude der vormals evangelischen Kirche
- Historisches Mühlengebäude